# Lisa Borzani
Pour les articles homonymes, voir Borzani.
Lisa Borzani est une athlète italienne née le 12 mai 1979. Spécialiste de l'ultra-trail, elle a notamment remporté l'Ultratour des 4 massifs et le Tor des Géants en 2016 et 2017.

## Résultats
| no  | féminin            | Course                            | Longueur | Départ            | Temps            |
| --- | ------------------ | --------------------------------- | -------- | ----------------- | ---------------- |
| 34e | Médaille de bronze | Sur les Traces des Ducs de Savoie | 119 km   | 29 août 2013      | 19 h 07 min 14 s |
| 49e | Médaille d'argent  | Sur les Traces des Ducs de Savoie | 119 km   | 27 août 2014      | 19 h 40 min 54 s |
| 22e | Médaille d'argent  | Tor des Géants                    | 330 km   | 7 septembre 2014  | 94 h 43 min 46 s |
| 30e | Médaille de bronze | Hong Kong 100                     | 100 km   | 17 janvier 2015   | 12 h 50 min 38 s |
| 29e | Médaille d'argent  | Hong Kong 100                     | 100 km   | 23 janvier 2016   | 12 h 30 min 41 s |
| 10e | Médaille d'or      | Ultratour des 4 massifs           | 87 km    | 20 août 2016      | 10 h 48 min 09 s |
| 7e  | Médaille d'or      | Tor des Géants                    | 330 km   | 11 septembre 2016 | 91 h 09 min 44 s |
| 52e | Médaille de bronze | Ultra Trail de l'île de Madère    | 115 km   | 22 avril 2017     | 18 h 19 min 10 s |
| 32e | Médaille de bronze | Lavaredo Ultra Trail              | 120 km   | 23 juin 2017      | 15 h 53 min 49 s |
| 11e | Médaille d'or      | Ultratour des 4 massifs           | 95 km    | 18 août 2017      | 14 h 14 min 04 s |
| 11e | Médaille d'or      | Tor des Géants                    | 330 km   | 10 septembre 2017 | 89 h 40 min 24 s |
| 14e | Médaille d'argent  | Cervino Matterhorn Ultra Race     | 173 km   | 21 juillet 2023   | 34 h 4 min 27 s  |
| 19e | Médaille d'argent  | Les Sentiers des Valdôtains       | 122 km   | 18 juillet 2025   | 20 h 34 min 26 s |